# Hällsjön (Sunne socken, Värmland)
Hällsjön är en sjö i Sunne kommun i Värmland och ingår i Göta älvs huvudavrinningsområde. Sjön är 31,5 meter djup, har en yta på 1,34 kvadratkilometer och är belägen 190,3 meter över havet. Sjön avvattnas av vattendraget Finnälven. Vid provfiske har bland annat abborre, gers, mört och nors fångats i sjön.

## Delavrinningsområde
Hällsjön ingår i det delavrinningsområde (665040-135992) som SMHI kallar för Utloppet av Hällsjön. Medelhöjden är 243 meter över havet och ytan är 13,39 kvadratkilometer. Det finns inga avrinningsområden uppströms utan avrinningsområdet är högsta punkten. Finnälven som avvattnar avrinningsområdet har biflödesordning 5, vilket innebär att vattnet flödar genom totalt 5 vattendrag innan det når havet efter 342 kilometer. Avrinningsområdet består mestadels av skog (77 procent). Avrinningsområdet har 1,47 kvadratkilometer vattenytor vilket ger det en sjöprocent på 11 procent.

## Fisk
Vid provfiske har följande fisk fångats i sjön:
- Abborre
- Gärs
- Mört
- Nors
- Siklöja